# Miltogramma turkmenorum
Miltogramma turkmenorum är en tvåvingeart som beskrevs av Boris Borisovitsch Rohdendorf 1930. Miltogramma turkmenorum ingår i släktet Miltogramma och familjen köttflugor.
Artens utbredningsområde är Turkmenistan. Inga underarter finns listade i Catalogue of Life.